# 阿基米德墓

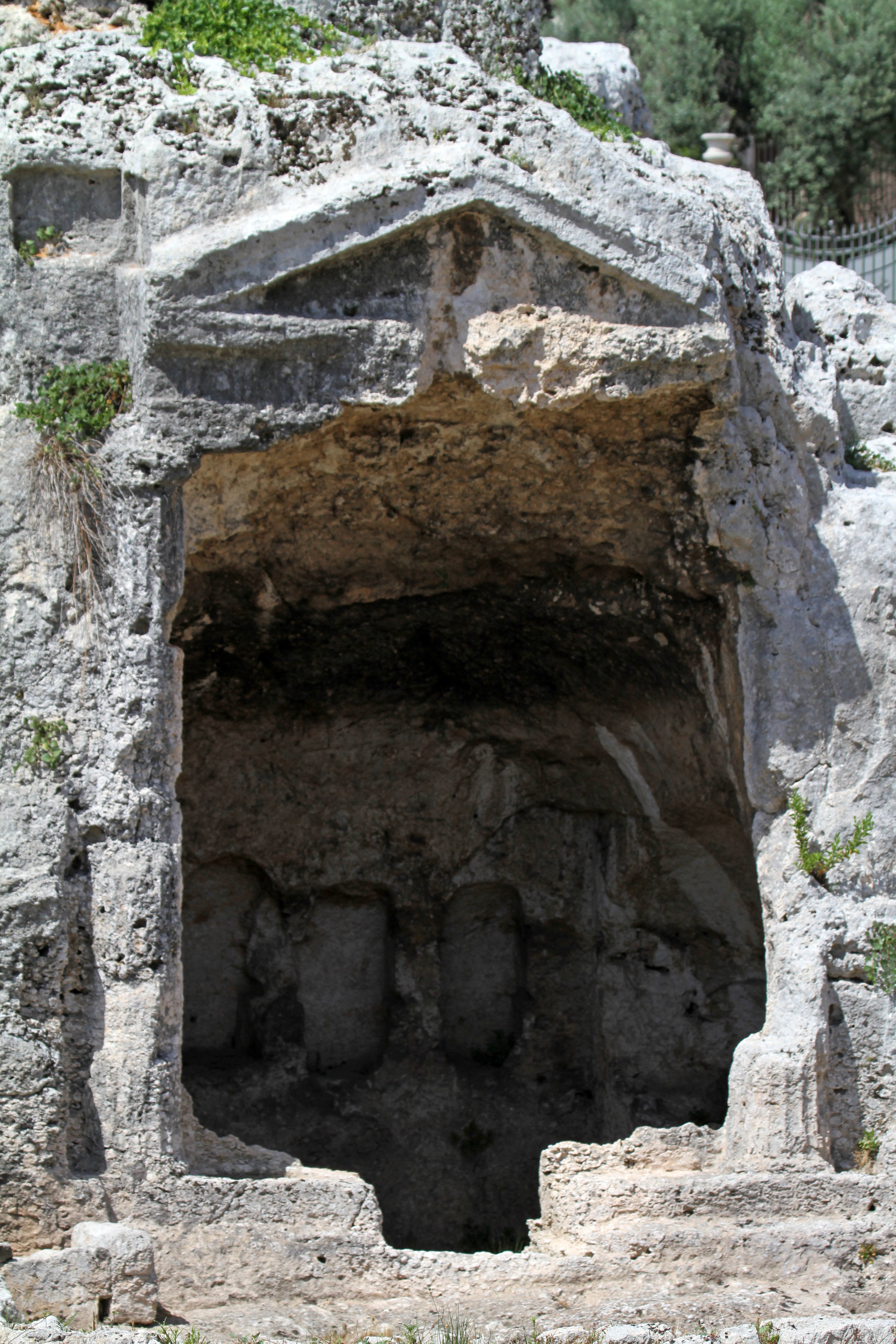

假定的阿基米德墓（義大利語：Tomba di Archimede）是在石灰岩上挖掘的一个人工洞穴，位于意大利西西里锡拉库萨尼亚波利考古遗址公园最北端的格罗蒂塞勒墓地内。

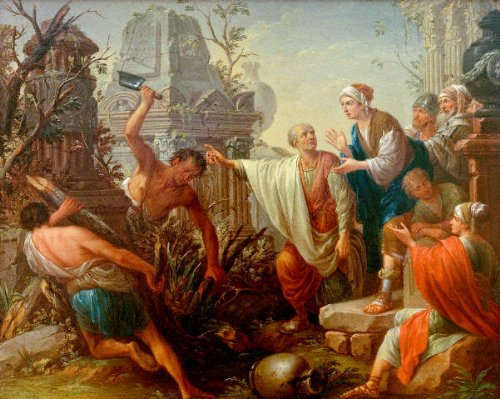

传说阿基米德在前212年被一名攻打叙拉古的罗马士兵杀害, 埋葬在这个洞穴中。
事实上，这座陵墓不大可能是阿基米德的真正墓地。罗马演说家西塞罗记载了这位著名人物的实际埋葬地点，所在的位置与这个坟墓不符。这个坟墓没有雕刻任何几何图形，与西塞罗所描述的相去甚远。
假定的阿基米德墓里面有两个壁龛，用于放置骨灰瓮。它建于公元前1世纪/公元1世纪——已经是阿基米德死后几个世纪 — 罗马共和国晚期和罗马帝国初期。

#### 书目
- Salvatore Ciancio. Editrice Ciranna , 编. . 1965.
- Salvatore Ciancio, La vera tomba di Archimede, ovvero il sepolcro di re Geronimo, Mendola, Augusta (SR), 1972.
- .   [2022-02-20]. （原始内容存档于2011-11-29）.
- .   [2022-02-20]. （原始内容存档于2015-09-24）.
- .   [2022-02-20]. （原始内容存档于2022-02-20）.